# Ricardo del Real Jaime
Ricardo del Real Jaime (Aguascalientes, 5 de septiembre de 1974) es un deportista y comentarista mexicano que compitió en taekwondo.

## Carrera deportiva
Antes de transicionar, a los 42 años de edad, con el nombre de Mónica del Real Jaime ganó tres medallas en el Campeonato Mundial de Taekwondo entre los años 1991 y 1997, y tres medallas en el Campeonato Panamericano de Taekwondo entre los años 1992 y 1996. En los Juegos Panamericanos de 1995 consiguió una medalla de oro. Participó en los Juegos Olímpicos de Sídney 2000.

## Palmarés internacional
| Campeonato Mundial      | Campeonato Mundial                | Campeonato Mundial | Campeonato Mundial |
| Año                     | Lugar                             | Medalla            | Categoría          |
| ----------------------- | --------------------------------- | ------------------ | ------------------ |
| 1991                    | Atenas (Grecia)                   | Medalla de bronce  | –70 kg             |
| 1995                    | Manila (Filipinas)                | Medalla de bronce  | –70 kg             |
| 1997                    | Hong Kong (China)                 | Medalla de bronce  | –70 kg             |
| Juegos Panamericanos    |                                   |                    |                    |
| Año                     | Lugar                             | Medalla            | Categoría          |
| 1995                    | Mar del Plata (Argentina)         | Medalla de oro     | –70 kg             |
| Campeonato Panamericano |                                   |                    |                    |
| Año                     | Lugar                             | Medalla            | Categoría          |
| 1992                    | Colorado Springs (Estados Unidos) | Medalla de bronce  | –70 kg             |
| 1994                    | Heredia (Costa Rica)              | Medalla de oro     | –65 kg             |
| 1996                    | La Habana (Cuba)                  | Medalla de oro     | –70 kg             |